# Енджейчик, Йоанна
Йоанна Енджейчик (пол. Joanna Jędrzejczyk; МФА (пол.): [jɔanna jɛw̃dʐɛjt͡ʂɘk]; род. 18 августа 1987 года, Ольштын, Польша) — польский боец смешанных боевых искусств, пятикратная чемпионка мира и четырёхкратая чемпионка Европы по тайскому боксу среди любителей по версии IFMA, выступавшая под эгидой UFC в женской минимальной весовой категории и бывшая чемпионка в этом весе. Завершила карьеру в UFC 12 июня 2022 года.

## Тайский бокс/Кикбоксинг
Енджейчик выступала в тайском боксе и кикбоксинге больше 10 лет, победив более чем в 60 поединках. Её достижения в любительской карьере насчитывает пять золотых медалей в чемпионате мира IFMA и четыре в чемпионате Европы IFMA с рекордом 37 побед и 3 поражения. За свою профессиональную карьеру Енджейчик завоевала титулы чемпиона мира в WKN World Championship, J Girls Championship, WBKF Championship, WKF European Championship и WMC Championship.

## Карьера в смешанных единоборствах

### Ранняя карьера
В мае 2012 года Енджейчик дебютировала в смешанных единоборствах против соотечественницы Сильвии Юскевич, победив её единогласным решением судей. Позже список побеждённых пополнился такими бойцами, как Лилия Казак и Кейт Джексон.
В июне 2013 года Енджейчик провела поединок в российской организации Fight Nights, где её соперницей стала Юлия Березикова. Весь первый раунд бойцы вели равный обмен в стойке, а во втором, сумев избежать попытку рычага локтя от соперницы, Енджейчик начала оказывать давление, попадая ударами в корпус и голову. По итогам двухраундового боя завоевала победу единогласным решением. В мае следующего года одержала ещё одну победу единогласным решением над Карлой Бенитес.
В июне 2014 на мероприятии Cage Warriors Енджейчик встретилась с англичанкой Рози Секстон. Первый раунд полностью остался за полькой, которая уверенно блокировала попытки Секстон перевести поединок в партер и трижды свалила последнюю ударами на настил. Во второй пятиминутке Енджейчик продолжила доминировать и уже в середине раунда отправила соперницу в нокаут прямым ударом правой в голову.

### Ultimate Fighting Championship
В июле 2014 года Енджейчик подписала контракт с Ultimate Fighting Championship и перешла в минимальную весовую категорию, а её первый поединок состоялся на UFC on Fox: Lawler vs. Brown. Соперницей польки стала другая дебютантка — Жулиана Лима. Большую часть первого раунда Енджейчик старалась не дать сопернице перевести бой в партер, а в перерывах от борьбы у стенок восьмиугольника перебивала Лиму в стойке. Во второй пятиминутке полька выглядела увереннее своей заметно изнурённой противницы, попадая по той хлёсткими ударами и избежав всех попыток перевода в партер. Кульминацией раунда стал точный прямой удар ногой в голову. Третий раунд стал логичным продолжением предыдущего до того момента, пока Лима не произвела свой первый за весь бой бросок, доставив Енджейчик трудности позиционной борьбы. Результатом дебютного боя в UFC стала победа единогласным решением.
На следующем поединке в рамках UFC on Fox: dos Santos vs. Miocic она столкнулась с непобеждённой Клаудией Гадельей. По итогам трёх раундов Енджейчик одержала победу над соперницей раздельным решением судей, однако большинство спортивных интернет-изданий отдали победу Гаделье.

#### Чемпионка в минимальном весе
После неоднозначной победы Енджейчик получила возможность побороться за титул чемпионки UFC в женском минимальном весе против действующего обладателя титула Карлы Эспарсы на UFC 185. Большую часть первого раунда Эспарса всячески старалась забороть Енджейчик, но так и не смогла развить успех, чем и воспользовалась полька, имевшая преимущество в стойке. К концу раунда Енджейчик начала навязывать свой план и стала потрясать соперницу мощными ударами рук. В следующем раунде Енджейчик продолжила наращивать преимущество над Эспарсой, чьи попытки перевода бой в партер постоянно заканчивались неудачей. После очередной серии ударов рефери вынужден был остановить поединок, и Енджейчик, таким образом, стала первой женщиной-чемпионкой UFC из Европы.
Первый поединок Енджейчик в статусе чемпионки UFC состоялся против Джессики Пенне на UFC Fight Night: Jędrzejczyk vs. Penne. Первая защита прошла для польки успешно, она сумела одержать победу над соперницей техническим нокаутом в третьем раунде.
Вторая защита чемпионского титула первоначально должна была пройти на UFC 195 против единожды побеждённой Клаудии Гадельи. Однако позже произошли перестановки, в результате которых новой претенденткой стала канадка Валери Летурно, а сам поединок был перенесён на UFC 193. По итогам пятираундового боя Енджейчик взяла верх над соперницей единогласным решением судей.

#### После титула
Йоанна Енджейчик потеряла титул в поединке с Роуз Намаюнас 4 ноября 2017 года уже в первом раунде. В матче-реванше, который состоялся 7 апреля 2018 года, победа также осталась за американкой, хотя бой получился более зрелищным и напряженным. После 2-х поражений подряд Енджейчик вернулась в топ-бойцов женского дивизиона после тяжелой победы над Тишей Торрес, для чего ей понадобились все 3 раунда и судейское решение.
8 декабря 2018 года Енджейчик встретилась с Валентиной Шевченко в поединке за вакантный титул в наилегчайшем весе. Бой продолжался все 5 раундов и завершился в пользу Шевченко, которой судьи отдали победу со счетом 46:49.
Енджейчик восстанавливалась почти год и вернулась в октагон только 12 октября 2019 года в поединке с Мишель Уотерсон. Енджейчик одержала победу в пятираундовом поединке судейским решением, несмотря на то, что сломала ногу уже во втором раунде.
Такая драматичная и зрелищная победа опять подарила польской спортсменке титульный бой. 7 марта 2020 года в рамках UFC 248 Енджейчик вышла биться за пояс чемпиона мира в минимальном весе против китаянки Чжан Вэйли. Несмотря на поражение по итогам 5-и раундов, эксперты сошлись во мнении, что это был один из лучших боев в истории MMA и лучший женский бой в истории UFC. На двоих соперницы провели 351 результативный удар, после поединка обе вынуждены были обратиться к врачам, а Енджейчик по итогам боя понадобилась пластическая операция.
Бой-реванш между Енджейчик и Чжан состоялся 11 июня 2022 года на UFC 275. Енджейчик проиграла бой после того, как была нокаутирована бэкфистом во втором раунде. В своем интервью после боя Енджейчик объявила о завершении карьеры в ММА, сказав: «Прошло 20 лет. В этом году мне исполняется 35 лет. Я хочу стать мамой. Я хочу стать бизнес-вумен. Я тренируюсь два десятилетия, больше половины своей жизни. Я ценю вас всех. Я люблю вас, ребята».

## Титулы и достижения

### Смешанные единоборства
- Ultimate Fighting Championship
- Входит в Зал славы UFC с 2024 года.
- Чемпионка UFC в женском минимальном весе (один раз, бывшая)
  - Пять успешных защит титула
  - Вторая по количеству титульных боев в истории женского UFC (10)
  - Больше всего титульных боев в истории UFC среди женщин в минимальном весе (9)
  - Наибольшее количество побед в титульных боях в истории женского минимального веса UFC (6)
- Обладательница премии «Лучший бой вечера» (три раза) против Джессики Пенне, Клаудии Гадельи и Вейли Чжан
- Обладательница премии «Бой года» (один раз) против Вейли Чжан
- Обладательница премии «Выступление вечера» (один раз) против Карлы Эспарсы
- Первая польская обладательница чемпионского титула UFC
- Первая европейская женщина-обладательница чемпионского титула UFC
- Самая длинная победная серия в истории женского минимального веса UFC (8)
- Вторая по значимости количества ударов в истории женского минимального веса UFC (1676)
- Вторая по количеству нанесенных ударов в истории женского минимального веса UFC (1863)
- Самое продолжительное среднее время боя в истории женского минимального веса UFC (18:09)
- Наибольшее количество значимых ударов за минуту в истории женского минимального веса UFC (6:59)
  - Самая высокая разница в ударах в истории женского минимального веса UFC (3,37)
- Вторая по величине процентов защиты от тейкдаунов в истории женского минимального веса UFC (89,3%)
- Третья по величине разницы в ударах в истории титульных боев UFC (+142 против Джессики Андради)
- Лучший боец полугодия (2015)

### Muay Thai
- IFMA World Championships
  - Gold (2009, 2010, 2011, 2012, 2013)
  - Silver (2008)
- IFMA European Championships
  - IFMA European Champion (four times)
- World Muaythai Council
  - WMC/EMF European Champion (one time)

Kickboxing
- J-Girls Kickboxing Federation
  - J-Girls Champion (2009)
- World Budokai Federation
  - WBKF Pro Title (2013)
- World Kickboxing Federation
  - WKF European Champion (2010)
- World Kickboxing Network
  - WKN World Champion (2010)

## Статистика
| Боёв 21  | Побед 16 | Поражений 5 |
| -------- | -------- | ----------- |
| Нокаутом | 4        | 2           |
| Сдачей   | 1        | 0           |
| Решением | 11       | 3           |

| Результат | Рекорд | Соперник             | Способ                                           | Турнир                               | Дата            | Раунд | Время | Место                  | Примечание                                                                                     |
| --------- | ------ | -------------------- | ------------------------------------------------ | ------------------------------------ | --------------- | ----- | ----- | ---------------------- | ---------------------------------------------------------------------------------------------- |
| Поражение | 16-5   | Чжан Вэйли           | KO (Бэкфист)                                     | UFC 275                              | 11 июня 2022    | 2     | 2:28  | Каланг, Сингапур       | После боя объявила о завершении карьеры.                                                       |
| Поражение | 16-4   | Чжан Вэйли           | Раздельное решение                               | UFC 248                              | 7 марта 2020    | 5     | 5:00  | Лас-Вегас, США         | Бой за титул чемпионки UFC в женском минимальном весе; «Лучший бой вечера» (3); «Бой года» (1) |
| Победа    | 16-3   | Мишель Уотерсон      | Единогласное решение                             | UFC Fight Night: Joanna vs. Waterson | 12 октября 2019 | 5     | 5:00  | Тампа, США             | Вернулась в минимальный вес                                                                    |
| Поражение | 15-3   | Валентина Шевченко   | Единогласное решение                             | UFC 231                              | 8 декабря 2018  | 5     | 5:00  | Торонто, Канада        | Бой за вакантный титул чемпионки UFC в женском наилегчайшем весе.                              |
| Победа    | 15-2   | Тиша Торрес          | Единогласное решение                             | UFC on Fox: Alvarez vs. Poirier 2    | 28 июля 2018    | 3     | 5:00  | Калгари, Канада        |                                                                                                |
| Поражение | 14-2   | Роуз Намаюнас        | Единогласное решение                             | UFC 223                              | 7 апреля 2018   | 5     | 5:00  | Нью-Йорк, США          | Бой за титул чемпионки UFC в женском минимальном весе.                                         |
| Поражение | 14-1   | Роуз Намаюнас        | Технический нокаут (удары)                       | UFC 217                              | 4 ноября 2017   | 1     | 3:03  | Нью-Йорк, США          | Утратила титул чемпионки UFC в женском минимальном весе.                                       |
| Победа    | 14-0   | Жессика Андради      | Единогласное решение                             | UFC 211                              | 13 мая 2017     | 5     | 5:00  | Даллас, США            | Защитила (5) титул чемпионки UFC в женском минимальном весе.                                   |
| Победа    | 13-0   | Каролина Ковалькевич | Единогласное решение                             | UFC 205                              | 12 ноября 2016  | 5     | 5:00  | Нью-Йорк, США          | Защитила (4) титул чемпионки UFC в женском минимальном весе.                                   |
| Победа    | 12-0   | Клаудиа Гаделья      | Единогласное решение                             | UFC — The Ultimate Fighter 23 Finale | 8 июля 2016     | 5     | 5:00  | Лас-Вегас, США         | Защитила (3) титул чемпионки UFC в женском минимальном весе. «Лучший бой вечера» (2)           |
| Победа    | 11-0   | Валери Летурно       | Единогласное решение                             | UFC 193                              | 15 ноября 2015  | 5     | 5:00  | Мельбурн, Австралия    | Защитила (2) титул чемпионки UFC в женском минимальном весе.                                   |
| Победа    | 10-0   | Джессика Пенне       | Технический нокаут (удары руками и удар коленом) | UFC Fight Night: Joanna vs. Penne    | 20 июня 2015    | 3     | 4:22  | Берлин, Германия       | Защитила (1) титул чемпионки UFC в женском минимальном весе. «Лучший бой вечера» (1)           |
| Победа    | 9-0    | Карла Эспарса        | Технический нокаут (удары)                       | UFC 185                              | 14 марта 2015   | 2     | 4:17  | Даллас, США            | Завоевала титул чемпионки UFC в женском минимальном весе. «Выступление вечера» (1)             |
| Победа    | 8-0    | Клаудиа Гаделья      | Раздельное решение                               | UFC on Fox: dos Santos vs. Miocic    | 13 декабря 2014 | 3     | 5:00  | Финикс, США            |                                                                                                |
| Победа    | 7-0    | Жулиана Лима         | Единогласное решение                             | UFC on Fox: Lawler vs. Brown         | 26 июля 2014    | 3     | 5:00  | Сан-Хосе, США          | Дебют в минимальном весе. Лима не уложилась в вес (52,84 кг).                                  |
| Победа    | 6-0    | Рози Секстон         | Нокаут (удар)                                    | CWFC 69 — Super Saturday             | 7 июня 2014     | 2     | 2:36  | Лондон, Великобритания |                                                                                                |
| Победа    | 5-0    | Карла Бенитес        | Единогласное решение                             | WAM — Fabinski vs. Herb              | 9 мая 2014      | 3     | 5:00  | Варшава, Польша        |                                                                                                |
| Победа    | 4-0    | Юлия Березикова      | Единогласное решение                             | Fight Nights: Битва под Москвой 12   | 20 июня 2013    | 2     | 5:00  | Москва, Россия         |                                                                                                |
| Победа    | 3-0    | Кейт Джексон         | Технический нокаут (выход из боя)                | PLMMA 17 Extra — Warmia Heroes       | 18 мая 2013     | 2     | 5:00  | Ольштын, Польша        |                                                                                                |
| Победа    | 2-0    | Лилия Казак          | Удушающий приём (сзади)                          | Makowski FC 5                        | 8 декабря 2012  | 1     | 3:22  | Нова-Суль, Польша      |                                                                                                |
| Победа    | 1-0    | Сильвия Юскевич      | Единогласное решение                             | SFT — MMA Diva Fight Night SPA       | 19 мая 2012     | 3     | 5:00  | Колобжег, Польша       |                                                                                                |